# 乌拉尔-阿赫图巴农村居民点
乌拉尔-阿赫图巴农村居民点（俄语：Урало-Ахтубинское сельское поселение）是俄罗斯联邦伏尔加格勒州贝科沃区所属的一个农村居民点。其下辖有1个居民点，行政中心为卡特里切夫。据2016年统计，该农村居民点的人口为1751人。